# 武科瓦爾戰役
武科瓦尔战役  是1991年8月至11月由南斯拉夫人民军及塞尔维亚族准军事部队在位于克罗地亚东部的武科瓦尔发起的共87天的攻城战。在克罗地亚战争爆发之前，武科瓦尔是一个繁荣的巴洛克建筑风格城镇，其居民主要有有克罗地亚族和塞尔维亚族。1990年，塞尔维亚总统斯洛博丹·米洛舍维奇和克罗地亚总统弗拉尼奥·图季曼推动民族主义政治，导致克罗地亚塞族在塞尔维亚政府和其他准军事部队的支持下发动武装起义。当克罗地亚塞族部队逐渐控制了克罗地亚境内塞族人口较多的地区后，南斯拉夫人民军开始进攻克罗地亚并支持塞族部队。1991年5月，斯拉沃尼亚地区爆发冲突。8月，南斯拉夫人民军全面攻击包括武科瓦尔在内的由克罗地亚控制的斯拉沃尼亚东部地区。
相对于36,000名配有重型装甲战斗车辆和火炮的南斯拉夫人民军及塞族准军事部队，武科瓦尔的防守部队仅有1,800名由克罗地亚国防军（HOS）和平民志愿军组成的轻装士兵。战役中每天有高达12,000枚炮弹和火箭被射入城镇内。 武科瓦尔是欧洲自第二次世界大战以来第一个被完全摧毁的主要城镇。
武科瓦尔于1991年11月18日被攻陷后，数百名士兵和平民被塞族部队杀害，至少31,000位平民被驱离武科瓦尔及周围地区。 武科瓦尔被并入塞族人单方面宣布成立的塞尔维亚克拉伊纳共和国，非塞族人口被种族清洗。克罗地亚战争结束后，包括总统米洛舍维奇在内的多位塞尔维亚军官及政治高官，因在这场战役中犯下的战争罪行被提控于前南斯拉夫问题国际刑事法庭。
这场战役消耗了南斯拉夫人民军的军力,也成了克罗地亚战争的一个转折点。战役结束几星期后，双方达成了停火协议。 武科瓦尔由塞族控制，直到1998年和平回归克罗地亚。战后武科瓦尔重建，但未恢复昔日的繁华。人口比战前减少了大半，两个主要民族之间仍存有分歧，许多建筑物还有战役留下的痕迹。

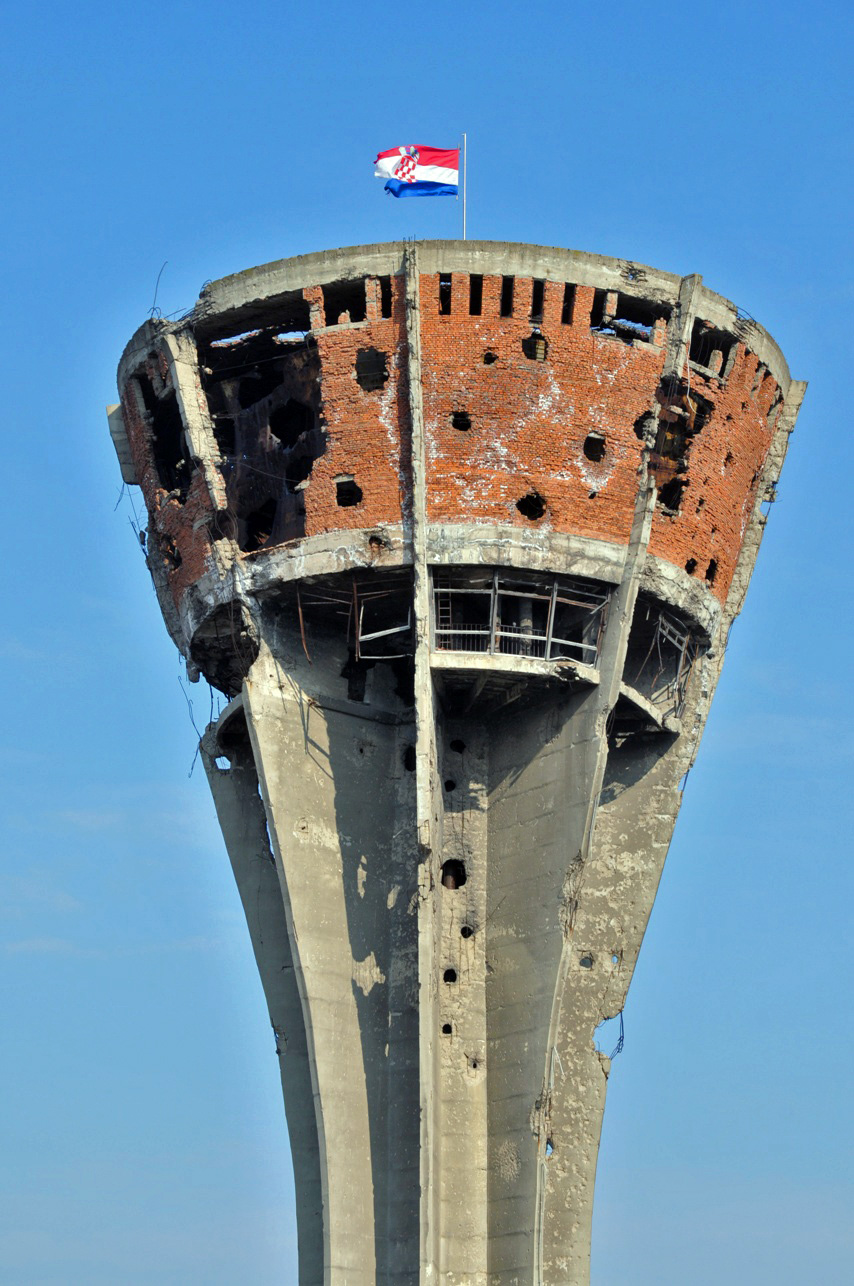
武科瓦尔水塔在武科瓦尔战役中被严重破坏，战后被保留作为纪念克罗地亚战争的象征